# Мужская сборная Андорры по баскетболу 3×3
Мужская сборная Андорры по баскетболу 3×3 представляет Андорру на международных соревнованиях по баскетболу 3×3. Управляющим органом является Федерация баскетбола Андорры.
По состоянию на 4 сентября 2024, мужская сборная Андорры по баскетболу 3×3 занимает 85-е место в мировом рейтинге ФИБА мужских сборных по баскетболу 3×3.

## Результаты выступлений
| Турнир                             | Золото | Серебро | Бронза | Всего |
| ---------------------------------- | ------ | ------- | ------ | ----- |
| Чемпионат мира по баскетболу 3×3   | —      | —       | —      | —     |
| Чемпионат Европы по баскетболу 3×3 | —      | —       | —      | —     |
| Европейские игры                   | —      | —       | —      | —     |
| Средиземноморские игры             | —      | —       | —      | —     |
| Итого                              | —      | —       | —      | —     |

### Чемпионат мира по баскетболу 3×3
| Год           | Место          | Игры           | Победы         | Поражения      | Состав команды                                                          |
| ------------- | -------------- | -------------- | -------------- | -------------- | ----------------------------------------------------------------------- |
| 2012—2014     | не участвовали | не участвовали | не участвовали | не участвовали | не участвовали                                                          |
| Гуанчжоу 2016 | 13             | 4              | 1              | 3              | Rafael Casals Roy, Oriol Fernandez, Xavier Galera Ruz, Jorge Olcina     |
| Нант 2017     | 13             | 4              | 1              | 3              | Rafael Casals Roy, Oriol Fernandez, Esteve Malet, Jordi Plasencia Canal |
| 2018—н. в.    | не участвовали | не участвовали | не участвовали | не участвовали | не участвовали                                                          |

### Чемпионат Европы по баскетболу 3×3
| Год           | Место          | Игры           | Победы         | Поражения      | Состав команды                                                       |
| ------------- | -------------- | -------------- | -------------- | -------------- | -------------------------------------------------------------------- |
| Бухарест 2014 | 16             | 3              | 0              | 3              | Rafael Casals Roy, Jordi Fernández, Jorge Olcina, Albert Ros Anguila |
| 2016—н. в.    | не участвовали | не участвовали | не участвовали | не участвовали | не участвовали                                                       |

### Европейские игры
| Год        | Место          | Игры           | Победы         | Поражения      | Состав команды                                                   |
| ---------- | -------------- | -------------- | -------------- | -------------- | ---------------------------------------------------------------- |
| Баку 2015  | 12             | 4              | 1              | 3              | Rafa Casals, Oriol Fernández, Cinto Gabriel, Albert Ros          |
| Минск 2019 | 16             | 3              | 0              | 3              | Alexis Bartolomé, Oriol Fernández, Cinto Gabriel, Hugo Schneider |
| 2023—н. в. | не участвовали | не участвовали | не участвовали | не участвовали | не участвовали                                                   |

### Средиземноморские игры
| Год            | Место          | Игры           | Победы         | Поражения      | Состав команды                                                                         |
| -------------- | -------------- | -------------- | -------------- | -------------- | -------------------------------------------------------------------------------------- |
| Таррагона 2018 | 12             | 2              | 0              | 2              | Jordi Moliné de la Rosa, Àlex Peral Serra, Eric Martí Baez, Eduard Fernandez Pelegrina |
| 2022—н. в.     | не участвовали | не участвовали | не участвовали | не участвовали | не участвовали                                                                         |